# Kon Live Distribution
Kon Live Distribution est un label discographique américain, basé à Atlanta, Géorgie, fondé par le chanteur de RnB Akon.

## Histoire
Outre Akon, des artistes tels que T-Pain, Kat DeLuna, Mali Music, Red Cafe, Dolla, Ya Boy et Costa Titch ont signé sur le label au cours de leur carrière. Au début de la plupart des chansons des artistes de Konvict Muzik, on entend le cliquetis d'une cellule de prison, suivi par Akon prononçant Konvict. En 2022, il est annoncé que le label se rebaptisait Konvict Kulture et que Fotemah Mba occupait le poste de vice-président de l'A&R pour le label.
Le label a fonctionné en même temps qu'un autre label fondé par Akon en 2007, KonLive Distribution, dont l'artiste phare était Lady Gaga. KonLive était un label d'Interscope Records, tandis que Konvict Muzik était un label d'Universal Motown. Akon a signé avec les artistes nigérians P-Square, Tuface et Wizkid en tant que représentants de son label Konvict Muzik en Afrique. Il l'a révélé en décembre 2011 à Lagos lors de la présentation de la boisson énergétique Cintron, qui a eu lieu dans le club du footballeur Jay Jay Okocha, le Number 10.

## Artistes

### Actuels
- Akon
- OG Boo Dirty
- Demarco
- Sarkodie
- Jonn Hart
- P-Square[5],[6]
- Verse Simmonds[7]
- Wizkid[5],[6]
- Omega

### Anciens
- Cyhi the Prynce
- Costa Titch (décédé)
- Ya Boy]
- D Teck
- Dolla (décédé)
- French Montana
- T-Pain
- Jeffree Star
- JQT
- Lady Gaga
- Red Cafe

## Discographie notable

### Albums
- Kat DeLuna - Inside Out (septembre 2010 ; singles : Push Push Push (juin 2010)
- Kardinal Offishall – Not 4 Sale (en) (2008 ; singles : Dangerous, Numba 1 (Tide Is High)
- Colby O'Donis – Colby O (2008 ; singles : What You Got, Don't Turn Back
- Lady Gaga – The Fame (2008 ; singles : Just Dance, Poker Face
- Sway DaSafo – The Signature LP (2008 ; singles : Silver and Gold, F Ur X

### Singles
- Ray Lavender – Donkey Kong (2007)
- Ray Lavender – My Girl Gotta Girlfriend (2007)
- Colby O'Donis – What You Got (2008)
- Kardinal Offishall – Dangerous (2008)
- Kat DeLuna - Push Push (2010)